# Rolf Hörler
Rolf Hörler (geboren am 26. September 1933 in Uster; gestorben am 17. August 2007 in Wädenswil) war ein Schweizer Lyriker.

## Leben
Rolf Hörler wuchs ab dem sechsten Lebensjahr in St. Gallen auf. Er besuchte das Lehrerseminar Mariaberg in Rorschach und arbeitete danach über 40 Jahre lang als Lehrer in Burgau, Flawil, Zürich und Richterswil. Seit 1994 lebte er als freier Schriftsteller abwechselnd in Wädenswil am Zürichsee und auf La Mausse (Berlou, Arrondissement Béziers) im Languedoc.
Er veröffentlichte zahlreiche Lyrikbände und war Herausgeber der Zeitschrift reflexe. In seinen Gedichten thematisiert er Sprache, deren Ungenügen und die Grenzbereiche von Sagbarkeit und Unsagbarkeit. Als Beispiel das Gedicht Behausung aus dem letzten Lyrikband Federlesen von 2003:
Er zog sich

ins Wort zurück

wie in ein Schneckenhaus,

auf einer endlos scheinenden

Wendeltreppe,

die in immer engeren Windungen

nach innen führte.

Das Wort,

in dem er sich

zuletzt einschloss,

und das ihm fortan

als Behausung diente,

verriet er niemandem,

weil er

in diesem einen Wort

in Form einer Spirale

unauffindbar bleiben wollte. 
Rolf Hörler starb 2007 im Alter von 73 Jahren an Krebs.

## Auszeichnungen
- 1974: Ehrengabe des Kantons Zürich
- 1976: Conrad-Ferdinand-Meyer-Preis
- 1981: Ehrengabe des Kantons Zürich
- 1984: Auszeichnung der Schweizerischen Schillerstiftung
- 1992: Ehrengabe des Kantons Zürich
- 1993: Preis der Schweizerischen Schillerstiftung

## Werke
- Mein Steinbruch. Zürich 1970.
- Meine Wünschelrute. Richterswil 1972.
- Handschriften. Richterswil 1973.
- Zwischenspurt für Lyriker. Zeichnungen von Peter Wiedenmeier. Richterswil 1973.
- Klartexte. Gedichte 1974. Wädenswil 1975.
- Wortfährten. Gedichte 1975. Richterswil 1976.
- Zeitzünder. 1976 ff.
- Mein Kerbholz. Darmstadt 1976, ISBN 3-87561-526-3.
- Abgekühlt vom Sommer war die Luft. 69 frühe Gedichte. Illustrationen von Peter Wiedenmeier. Richterswil 1977.
- Zurück nach Riga. Wädenswil 1977.
- Gegenlicht. Gedichte 1977. Zeichnungen von Peter Wiedenmeier. Wädenswil 1978.
- Fangeisen. Gedichte 1978. Zeichnungen von Peter Wiedenmeier. Wädenswil 1979.
- Hilfe kommt vielleicht aus Biberbrugg. Zürich 1980.
- Windschatten. 52 Gedichte. Zürich 1981, ISBN 3-85842-048-4.
- Vereinzelte Aufhellungen. Ausgewählte Gedichte. Richterswil 1984, ISBN 3-906370-04-6.
- Nesselblumenworte. Zürich ca. 1992, ISBN 3-85842-233-9.
- Erlkönigs Tochter und die Achillesverse. Gedichte 1970–1997. Zelg-Wolfhalden 1997.
- mit Antonietta Pellegrino: Die Seelentänzerin und der nordsüdliche Diwan. Wädenswil 1998.
- Ein Dachzimmer fürs kommende Jahrhundert. 281 Gedichte. Wädenswil 2000.
- Federlesen. Zürich 2003.